# 쇠뜸부기사촌
쇠뜸부기사촌은 두루미목 뜸부기과의 한 종으로, 한국에서는 여름철새이다. 이 새는 초저녁에 활동하기 때문에 사람들에게 잘 알려진 종이 아니다. 달팽이, 작은 물고기, 수생 곤충을 잡아 먹는다.